# La Vie comme elle va
Pour plus de détails, voir Fiche technique et Distribution.
La Vie comme elle va est un film français réalisé par Jean-Henri Meunier et sorti en 2004.

## Synopsis
Découverte du petit village aveyronnais où vit depuis plusieurs années le réalisateur, au travers d'une galerie de portraits de quelques uns de ses habitants (M. le Maire, le chef de gare, un retraité, une centenaire, un paysan voyageur, ...), filmés sur le temps longs et choisis pour leurs caractères fantasque, poétique, insolite ou  attachant, cet assemblage de tranches de vies dessinant le tableau d'une vie champêtre simple mais originale qui cherche, et trouve, un chemin hors des standards imposés de la mondialisation généralisée. Quand l'ordinaire devient extraordinaire au travers du regard gorgé d'humanité de Jean-Henri Meunier.

## Fiche technique
- Titre : La Vie comme elle va
- Réalisation : Jean-Henri Meunier
- Coopération technique : Katlène Delzant
- Son : Patrick Ghislain
- Montage : Nadia Dalal et Yves Deschamps
- Musique : Henri Padovani
- Production : Arte France Cinéma - Galatée Films - Odyssée
- Pays d'origine :  France
- Durée : 97 minutes
- Date de sortie : France - 3 mars 2004 (diffusion sur Arte le 9 juin 2003)

## Distribution
- Henri Sauzeau
- Christian Lombard
- Arnaud Barre
- Laurent Capelluto
- Céline Causse
- Henri Dardé
- Jean-Louis Raffy
- Simone Dardé
- Serge Itkine
- Dominique Saouly
- Jacky Dejonghe
- Christopher Gillard
- Hubert Bouyssière